# Wolfgang Schöller

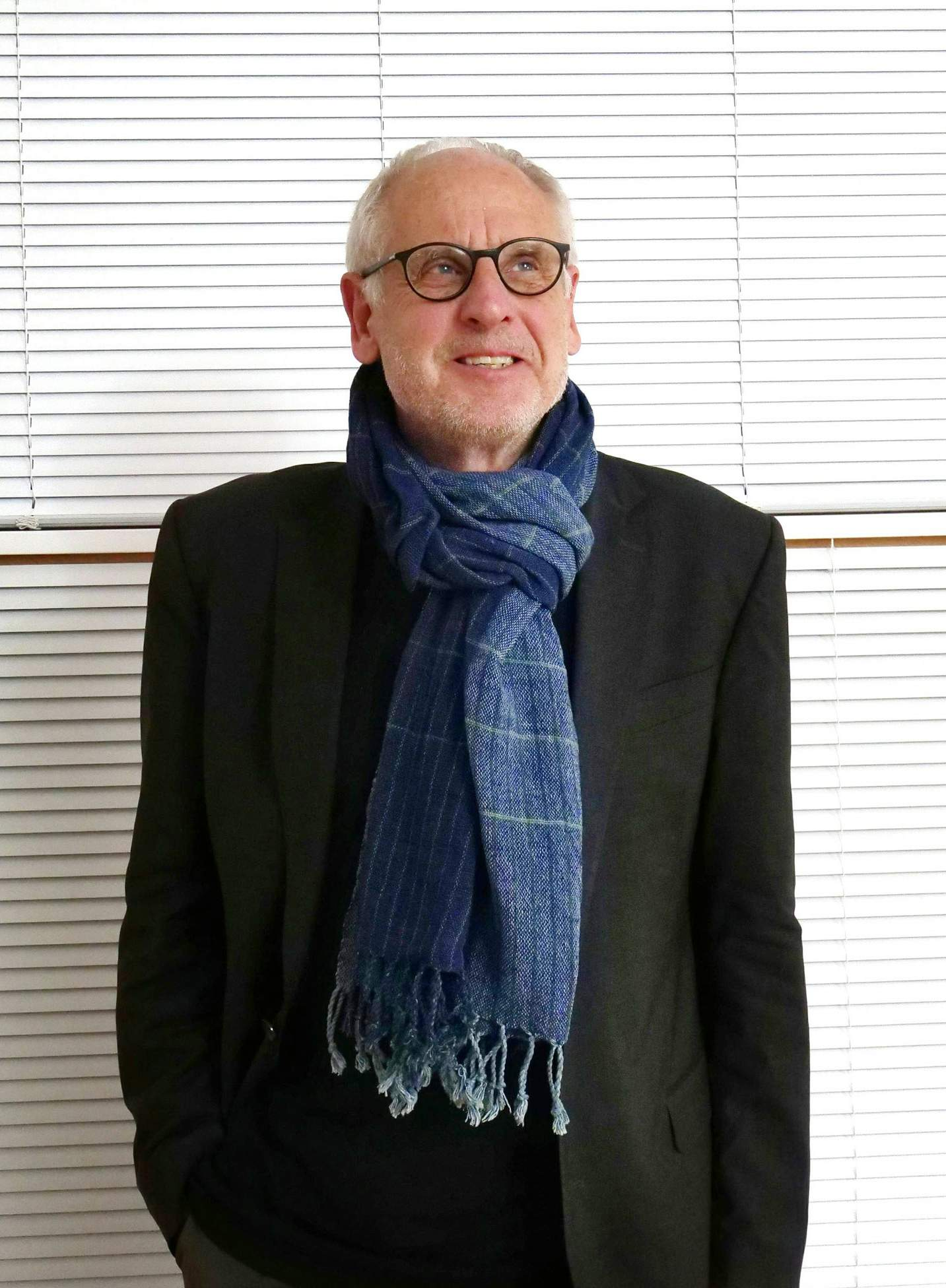
Wolfgang Schöller 2018

Wolfgang Schöller (* 1953 in Essen) ist ein deutscher Kunsthistoriker und Hochschullehrer.

## Biografie
Wolfgang Schöller studierte nach dem Abitur 1972 am Gymnasium Borbeck an der Philipps-Universität Marburg Kunstgeschichte, klassische und christliche Archäologie. 1986 wurde er dort bei Heinrich Klotz mit einer Arbeit über die rechtliche Organisation des Kirchenbaues im Mittelalter, vornehmlich des Kathedralbaues Summa cum laude promoviert. 
Es folgte die Assistentenzeit an der Goethe-Universität Frankfurt am Main, wo er sich 1992 mit einer Arbeit über die Pariser Académie royale d’architecture 1671–1793 habilitierte. Schöller war Privatdozent in Frankfurt und hatte dort außerdem Lehrstuhlvertretungen inne, bis er 1997 dem Ruf auf eine Professur für Kunstgeschichte an der Universität Regensburg folgte. Dort vertrat er insbesondere die Schwerpunkte Architekturgeschichte, Denkmalpflege und Geschichte des Designs. Schöller war von 1999 bis 2010 Studiendekan der Philosophischen Fakultät I (heute: Fakultät für Philosophie, Kunst-, Geschichts- und Gesellschaftswissenschaften) der Universität Regensburg.
Sein Interesse am Mittelalter konkretisierte sich bereits zu Beginn seines Studiums der Kunstgeschichte. Das selbstgewählte Thema seiner 1985 eingereichten Dissertation über die rechtliche Organisation des mittelalterlichen Kirchenbaues zählte indessen keineswegs zum Kanon landläufiger kunstgeschichtlicher Forschungsinteressen. Selbst in der Rechtsgeschichte gab es hierzu keinerlei Vorbilder. Bis in die Mitte des 14. Jahrhunderts reichend, belegte die heute als Standardwerk zu verortende Studie beispielhaft, auf welch vielfältige Weise der mittelalterliche Sakralbau mit den Normen des kirchlichen wie auch des weltlichen Rechts in Berührung kam. Damit behandelte die Untersuchung erstmals geschlossen und umfassend die rechtlichen Aspekte des Kirchenbaues, insbesondere des Kathedralbaues im deutschen und französischen Kulturraum jener Zeit.
Mit seiner Habilitationsschrift über die Pariser Académie Royale d´Architecture (1671–1793) wandte sich Schöller einer anderen Epoche zu. Zweihundert Jahre nach ihrer Schließung durch den französischen Staat lag mit ihr die erste Monographie über die einzige Akademie nicht privater Natur Europas vor, die sich zu ihrer Zeit ausschließlich mit der Architektur und ihrer Zweige beschäftigte. Gestützt auf zahlreiche, zum großen Teil noch unveröffentlichte Dokumente, leistete diese Studie nicht nur einen Beitrag zur Geschichte der Kunstakademien, sondern auch zur Architekturtheorie des 17. und 18. Jahrhunderts, zur Institutionalisierung des Architektenberufs bzw. zu einer Sozialgeschichte des Architekten wie ebenso zu einer Geschichte der französischen Institutionen im Ancien Régime im Allgemeinen.
Der nach langen Jahren intensiver Forschungstätigkeit 2010 vorgelegte Band Stadtplanung und Denkmalpflege in Regensburg, 1950–1975 schritt noch weiter in der Zeitachse voran, blieb jedoch Schöllers Interesse an der Institutionengeschichte verpflichtet. Obwohl rein lokalgeschichtlich ausgerichtet, beschrieb die Studie ausführlich eines der interessantesten und kontroversesten Kapitel der deutschen Nachkriegsgeschichte in Sachen Stadtplanung und Denkmalpflege. Weder ein Buch über Denkmalpflege noch über Verkehrsplanung im technischen Sinn, standen vielmehr die an den Prozessen beteiligten Institutionen: Regierungen, Behörden, Ämter und Verbände, Gruppen und Einzelpersonen, die (nicht selten aus konträrem Blickwinkel) Entscheidungen begründeten oder mittrugen, im Mittelpunkt und damit letztlich die Frage, warum und unter welchen Bedingungen eine Entscheidung so und nicht anders getroffen wurde. Wo das Buch die unterschiedlichen Wertehaltungen wie menschengerechte versus verkehrsgerechte Altstadt einer jüngeren mit denen der institutionell besser verankerten älteren Generation konfrontierte, lieferte es zugleich einen allgemeinen Beitrag zur politischen Kultur der unruhigen Zeit zwischen 1965 und 1975.
Schöller ist mit der Kunsthistorikerin und Videografin Bernadette Schöller verheiratet.

## Publikationen

### Monographien
- Die rechtliche Organisation des Kirchenbaues im Mittelalter, insbesondere des Kathedralbaues. Baulast, Bauherrenschaft, Baufinanzierung. Köln/Wien 1989, ISBN 3-412-12088-X.
- Die Académie royale d’architecture, 1671–1793. Anatomie einer Institution. Köln/Weimar/Wien 1993, ISBN 3-412-00993-8.
- Stadtplanung und Denkmalpflege in Regensburg, 1950–1975 (= Regensburger Studien, Bd. 15). Regensburg 2010, ISBN 978-3-935052-84-9.